# Нова Вйоська (Великопольське воєводство)
Нова Вйоська (пол. Nowa Wioska) — село в Польщі, у гміні Ольшувка Кольського повіту Великопольського воєводства.
Населення — 108 осіб (2011).
У 1975-1998 роках село належало до Конінського воєводства.

## Демографія
Демографічна структура станом на 31 березня 2011 року:
|          | Загалом | Допрацездатний вік | Працездатний вік | Постпрацездатний вік |
| -------- | ------- | ------------------ | ---------------- | -------------------- |
| Чоловіки | 50      | 14                 | 29               | 7                    |
| Жінки    | 58      | 8                  | 33               | 17                   |
| Разом    | 108     | 22                 | 62               | 24                   |